# Christian von Passau
Christian von Passau (* 10. Jahrhundert; † September 1013) war von 991 bis 1013 der 19. Bischof des Bistums Passau. Er war zugleich der erste Bischof, der die weltliche Herrschaft über die Stadt Passau besaß.

## Leben
Christian stammte möglicherweise aus (dem damaligen) Sachsen und gehörte dem Domkapitel von Hildesheim an. Seit 991 Bischof von Passau, erhielt er 993 von König Otto III. eine Bestätigung des gesamten Besitzes der Passauer Kirche mit besonderer Erwähnung der Abteien Kremsmünster und Mattsee, der Kapelle von Ötting und des Hofes von Reut. Durch diese Besitzbestätigung nahm der spätere Kaiser die Kirche von Passau unter seinen Schutz. Ebenfalls 993 erhielt Bischof Christian von Otto III. die Gewährung der Freiheit von Leistungen an jegliche Person, vor allem den Herzog von Bayern, mit der Einschränkung, dass die Passauer Kirche zu Leistungen an die königliche und kaiserliche Gewalt verpflichtet blieb.  Der Bischof wurde damit reichsunmittelbar und mit fürstlichen Hoheitsrechten ausgestattet.
996 schloss sich Christian dem Romzug Ottos an und nahm an dessen Kaiserkrönung und Synode teil. 999 erhielt er von Otto III. das Markt-, Zoll-, Bann- und Münzrecht sowie die gesamte öffentliche Gewalt innerhalb und außerhalb der Stadt Passau. Damit wurde er zum Stadtherrn mit den bisher dem König vorbehaltenen Privilegien.
Im Jahr 1002 begleitete er Herzog Heinrich IV. von Bayern zur Königswahl nach Mainz und wählte ihn als Heinrich II. zum König. 1007 nahm er an der Frankfurter Synode teil. Er unterzeichnete das Gründungsprotokoll des Bistums Bamberg, möglicherweise war er auch noch 1012 bei der Konsekration des dortigen Doms anwesend.